# Environmental Investigation Agency
Die Environmental Investigation Agency (EIA) ist eine gemeinnützige Organisation. Die EIA wurde 1984 von den drei Umweltaktivisten Dave Currey, Jennifer Lonsdale und Allan Thornton in England gegründet. Seit 1989 gibt es einen zweiten Standort in Washington, D.C.
Die Organisation agiert zum Schutz gefährdeter Tierarten und der Erhaltung des globalen Klimas und führt verdeckte Ermittlungen durch, um Kriminalität in den Bereichen Umwelt und Klima aufzudecken. Das Beweismaterial wird zur Durchführung verschiedener Kampagnen genutzt. Ziel dieser Kampagnen ist es, die Aufmerksamkeit von Politik und Öffentlichkeit auf sich zu ziehen, damit entsprechende Gesetze zum Schutz bedeutsamer Tiere, von deren Lebensräumen und der globalen Ökosysteme formuliert werden.

## Kampagnen
Zurzeit arbeitet das EIA-Team an folgenden Projekten:
- Verhinderung des illegalen Handels von ozonabbauenden Stoffen
- Einstellung und Verringerung des Gebrauchs von Klima verändernden Gasen und gesundheitsschädlichen Chemikalien wie Fluorchlorkohlenwasserstoffe (FCKW).
- Beendigung der Zerstörung des Regenwaldes durch illegale Abholzung.
- Stilllegung der Märkte für illegal gehandeltes Elfenbein
- Erhaltung des Verbots für die Jagd auf Wale und der Handel derer Produkte
- Stilllegung des illegalen Handles von asiatischen Großkatzen (Fellen, Knochen etc.)

### Forest for the World
Ziel dieser Kampagne ist, die zurückgehende Bewaldung des Regenwaldes zu verzögern und die Aufrechterhaltung der existierenden Lebensräume von Mensch und Tier zu fördern. Die EIA versucht sich auf Regierungsebene durchzusetzen, dass der internationale Handel von ursprünglich illegal abgeholztem Holz beendigt wird. Dabei fokussiert sich EIA auf die größten holzproduzierenden Länder in Asien, Afrika und Latein-Amerika und die größten Konsummärkte für Holz in den USA, Europa und Japan. Produzierende Länder sind beispielsweise Indonesien, Malaysia, Taiwan oder Honduras. Die Kampagne zur Regulierung dieser Märkte soll vor allem den Kampf gegen den Klimawandel unterstützen. Denn die Abholzung der Regenwälder hat zur Folge, dass Kohlenstoffdioxid freigesetzt wird, was mittlerweile ein Fünftel des jährlichen Ausstoßes von Treibhausgasen ausmacht.
Beispielsweise konnte das Team einen sich aufbauenden Holzhandel in Süd-Ost-Asien ausfindig machen, wo industriell gefertigte Gartenmöbel produziert und gehandelt werden. Die verdeckt ermittelnden Agenten des EIA-Teams gaben sich als Nutzholz-Händler aus, die sich für die Holzprodukte interessieren. Anschließend konnte EIA mit Hilfe von aussagekräftigen Beweismaterial den illegalen Handel von Bauholz-Unternehmen nachweisen. 2008 wurde dieses Beweismaterial veröffentlicht, besonders um die Aufmerksamkeit und das Umweltbewusstsein der Bevölkerung auf den illegal und grenzüberschreitenden Handel mit Nutzholz zu richten. Der Erfolg einer ähnlichen Ermittlung konnte den illegalen Export von Nutzholz aus Indonesien verringern und somit die Lebensräume einiger gefährdeter Tierarten schützen.
Im November 2007 veröffentlichte eine indonesische, nichtstaatliche Umweltorganisation eine Reihe von Filmen, welche dokumentierte wie die Existenz einer Gemeinschaft in Papua (Indonesien) durch die Abholzung und Zerstörung derer Oel-Palmen-Plantagen, zunehmend gefährdet wird. EIA und der indonesische Partner Telapark starteten daraufhin ein Projekt, in welchem sie den lokalen Umweltorganisationen den Umgang mit Filmausstattung und Filmverarbeitung beibrachten damit diese zukünftig selbstständig nützliches Filmmaterial zusammenstellen können. Dies erwies sich als erfolgreich, besonders zum Vorteil der Gemeinschaften die international Aufmerksamkeit auf sich richten konnten. Auch in Tansania fand 2008 ein dreijähriges Projekt statt, es beteiligten sich 102. Aktivisten aus 72 Organisationen aus allen Teilen Tansanias.

### Species in Peril
Die Folgenden Absätze beschreiben EIAs Tierschutz-Kampagnen, welche aktuell Tiger, Wale (Delphine, Tümmler etc.), Elefanten und Orang-Utans einschließen. In vergangenen Kampagnen konnte EIA zum Schutz von Vögeln, Nashörnern, Schildkröten, Bären und anderer Tierarten beitragen. EIA hat die Verabschiedung des Gesetzes 1989 zur Verhinderung von international gehandeltem Elfenbein (wodurch die Bestände der Elefanten geschützt werden) beeinflusst. Sowie zum Verbot für den Import von illegal abgeholzten Produkten (Mai 2008) durch welches die letzten Lebensräume der Orang-Utans und vieler anderer Tierarten vor der Zerstörung bewahrt werden konnten. Durch den Druck den EIA in vergangenen Ermittlungen durch die Veröffentlichung von Filmmaterial auf Händler und Unternehmen ausüben konnte, wurde der Handel mit Produkten wie beispielsweise die Organe von Tigern reduziert. Zudem stellten tausende Supermärkte in Japan den Verkauf von Walfleisch ein.

#### Asiatische Großkatzen
Tiger werden hauptsächlich in Asien gejagt, was die unmittelbare Reduzierung derer Bestände zur Folge hat. Die Nachfrage nach Tigerfell ist weltweit groß und findet auf dem Schwarzmarkt Befriedigung. Zudem spielen verschiedene Organe des Tigers in der Medizin im ost- und südasiatischen Raum leider immer noch eine große Rolle. Insbesondere in der traditionellen chinesischen Medizin (TCM), in welcher ca. 750 Tierarten Verwendung finden. Besonders begehrt sind Organe (von Säugetieren) wie etwa Bärengalle oder Tigerknochen.
Heute leben weltweit weniger als 5000 Tiger in freier Wildbahn. Seit 1996 führt EIA verdeckte Ermittlungen in Asien, Europa und USA durch und konnte bisher zahlreiche Geschäfte mit Tigerfellen- und Knochen auf den Schwarzmärkten der Welt aufdecken. EIA arbeitet zusammen mit einem Netzwerk von Organisationen um das internationale Verbot für den illegalen Handel mit Tigern und Tigerprodukten aufrechtzuerhalten. Oftmals konnte EIA aufdecken, wie beispielsweise in China, dass Regierungsmitglieder Verbindungen zum Handel mit Produkten von Tigern haben und diesen Genehmigung verschaffen. Organisationen wie die „International Tiger Coalition“ kooperieren mit den Regierungen durch EIA um diese Missstände zu beheben.

#### Wale, Delphine, Tümmler

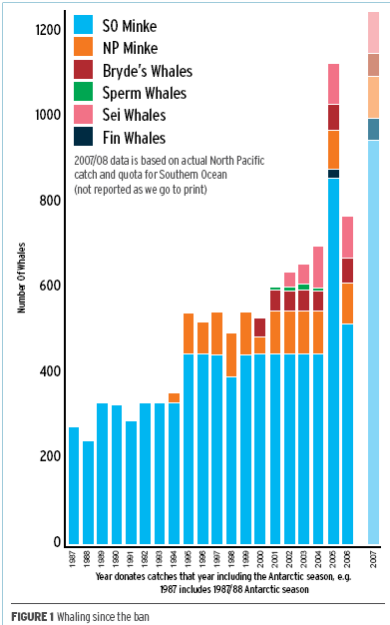
Walfangzahlen

EIA arbeitet zusammen mit der International Whaling Commission (IWC), um sicherzustellen, dass das Verbot von kommerziellem Walfang aufrechterhalten wird. Dabei fokussiert sich EIA hauptsächlich auf Japan und Norwegen – die Länder, die am meisten Walfang betreiben. Dieses Verbot ist eine der erfolgreichsten Errungenschaften unter den Maßnahmen, die im Bereich des Naturschutzes je umgesetzt worden sind. Der durch den Walfang reduzierte Walfischbestand kann sich nur sehr langsam wieder regenerieren.
In Japan werden beispielsweise unter dem Vorwand von Forschungszwecken verschiedenste Arten von Walen illegal gejagt. EIA berichtete, dass in Japan jedes Jahr mehr als 20.000 Tümmler und Delphine aus den umliegenden Küstengewässern getötet werden. Um diesen Fang zu reduzieren, versuchte EIA verstärkt den Verbraucherbedarf der Konsumenten nach Walprodukten – besonders Walfleisch (darunter auch Delphin-Fleisch) – durch ihre Kampagnen zu verringern. In Japan konnte EIA in unzähligen Supermärkten Walfleisch unter anderem Namen sicherstellen, dazu wurde die DNA von Walfleisch-Zellen mit derer in den Produkten verglichen. Durch diesen Nachweis, der einen enormen Druck auf das Image der Unternehmen ausgelöst hatte, mussten über 2500 Supermärkte den Verkauf dieser Produkte einstellen. Die Bestände von Tümmlern und Delphinen wurde in den letzten 10 Jahren von 18.000 auf 9000 reduziert.

#### Elefanten
Innerhalb von nur 10 Jahren (1979–1989) sank die Anzahl der weltweit lebenden Elefanten von 1,3 Millionen auf nur 600.000. Die extrem hohe Nachfrage nach Elfenbein macht die Jagd auf Elefanten für Wilderer profitabel und hat diese enorme Reduzierung der Elefantenbestände zur Folge. 1987 verzeichnete EIA die erste bahnbrechende Ermittlung im Elfenbeinhandel. Dafür reisten die Ermittler durch Teile Afrikas, den mittleren Osten und Asien. Wodurch 1989 ein internationales Gesetz für das Verbot von Elfenbeinhandel verabschiedet wurde. Die zwei Gründungsmitglieder der Organisation Dave Currey und Allan Thornton erhielten nach dieser erfolgreichen Kampagne den Albert Schweitzer Preis vom Animal Welfare Institute (AWI). Seitdem ermittelt EIA weiterhin um weitere illegal Vorgänge in dieser Branche aufzudecken.

### Global Climate and Environment

Vergleich der Maßnahmen zur Emissionsreduktion von ozonschädlichen Gasen (grün) und Treibhausgasen (blau) sowie Kosten der Reduktionen (rot)

Der Temperaturanstieg von nur zwei Grad Celsius des globalen Klimas kann das Aussterben von 30 % aller Tierarten zur Folge haben. Einen großen Beitrag dazu tragen die Treibhausgase Fluorchlorkohlenwasserstoffe (FCKW), andere Fluorkohlenwasserstoffe (FKW) wie auch HCKs bei, welche Ozon abbauen. Diese werden als Kältemittel in der Industrie favorisiert eingesetzt. EIA ermittelte innerhalb der letzten 15 Jahre erfolgreich gegen den Untergrundhandel mit FCKWs und FKWs. In der Kampagne „Chilling Facts“ sind alle englischen Supermarkt-Ketten aufgelistet, die versuchen nachhaltige Kühlmittel einzusetzen. Ziel weiterführender Kampagnen ist es, alle Ozon abbauende und PCB-haltige Stoffe wie Sonderabfälle zu regulieren.

## Auszeichnungen
- Best-of-the-Best Stratospheric Ozone Protection Award, 2007 (Verliehen von der Environmental Protection Agency, der US-amerikanischen Umweltbehörde.)
- Montreal Protocol Partners Award, 2007 (Verliehen vom Umweltprogramm der Vereinten Nationen (United Nations Environment Programme, UNEP) in Anerkennung für die zehnjährige Undercover-Ermittlungen zum illegalen Handel ozonschichtgefährdender Chemikalien.)
- BBC TV Lifetime Achievement Award, 2003 (Verliehen an den Präsidenten der EIA für seine Wahlschutztätigkeit.)
- Global 500 Roll of Honor, 2001 (Verliehen vom Umweltprogramm der Vereinten Nationen für „outstanding contributions to the protection of the environment“, „herausragende Beiträge zum Schutz der Umwelt“.)
- Albert Schweitzer Award, 1991 (Verliehen vom späteren US-amerikanischen Senator John Heinz an die beiden Gründer der EIA für das Aufdecken des Handels mit gewildertem Elefantenelfenbein.)

## TV-Dokumentationen und Videos
- 1995 strahlte das „Independent Television Network“ erstmals die TV-Serie „The Animal Dedectives In The UK“ aus. Diese wurde zusammen mit den Direktoren von EIA produziert. Die Serie zeigt wie die Arbeit EIAs im Geschäft im illegalen Handel mit gefährdeten Tierarten aussieht, wozu EIA Filmmaterial beisteuerte. Die Serie beinhaltet sieben Episoden, jede über eine andere Tierart. Die Episoden beinhalten:

Bären (01/06/1995), Wale (25/05/1995), Papageien (18/05/1995), Walrosse (11/05/1995), Nashörner (04/05/1995), Schildkröten (30/03/1995),
Affen (23/02/1995). Die Serie hat den „Media Natura Award“ für den besten Film, den „Brigitte Bardot International Genesis Award“ (Los Angeles) und den „Gold Plaque“ (beim „Chicago Documentary Film Festival“) gewonnen.
- Am 6. September 2011 wurde auf National Geographic Wild die dreiteilige Dokumentation über die Abholzung der Regenwälder, die Jagd auf Wale und den Handel mit Elfenbein in Afrika, erstmals ausgestrahlt.
- Am 13. November 2011 wurde „Crimes against Nature“ auf dem deutschen Sender WDR ausgestrahlt.
- Ebenfalls vom November 2011 ist die Dokumentation „die story: Undercover gegen die Holzmafia“ (WDR), die zeigt, wie illegaler Holzeinschlag für Möbel und Instrumente wie Gibson-Gitarren in Madagaskar aufgedeckt wird.[17]
- „NG Inside: EIA Felljagern auf der Spur“ wurde am 3. November 2011 um 6:30 Uhr auf National Geographic HD gezeigt.

## Zitate
“EIA's track record of investigative work, scientific documentation, and representation at international conventions has earned EIA a reputation for highly effective and successful campaigning. EIA continues to share these skills with local groups and government officials to help empower them in the fight against environmental crime.”

„Auf Grund der Erfolgsbilanz der EIA bei der Ermittlungsarbeit, der wissenschaftlichen Dokumentation und der Repräsentation in internationalen Übereinkommen hat die EIA Ansehen für hoch effektive und erfolgreiche Kampagnen gewonnen. EIA setzt das Teilen dieser Fähigkeiten mit lokalen Gruppen und Regierungsvertretern fort, um diesen zu helfen und sie im Kampf gegen die Umweltkriminalität zu stärken.“

“EIA is a highly-respected, hard-hitting, dirt-digging organisation.”

„Die EIA ist eine hoch angesehene, durchschlagskräftige und dreckaufwühlende Organisation.“

“EIA performs an extremely important role in investigating various abuses of the natural world. I believe it deserves support from anyone concerned about the future of the living world.”

„Die EIA spiel eine äußerst wichtige Rolle bei der Ermittlung der unterschiedlichsten Missbräuche an der natürlichen Welt. Ich glaube, sie verdient Unterstützung von jedem, der sich über die Zukunft unsere lebenden Welt sorgen macht.“